# Minyriolus phaulobius
Minyriolus phaulobius là một loài nhện trong họ Linyphiidae.
Loài này thuộc chi Minyriolus. Minyriolus phaulobius được Tord Tamerlan Teodor Thorell miêu tả năm 1875.